# Syntormon singularis
Syntormon singularis är en tvåvingeart som beskrevs av Daniel J. Bickel 1999. Syntormon singularis ingår i släktet Syntormon och familjen styltflugor. Inga underarter finns listade i Catalogue of Life.